# Klaus Ziegler (Politiker)
Klaus Ziegler (* 13. Dezember 1953 in Bremen) ist ein deutscher Unternehmer und Politiker (FDP). Er war Mitglied der Bremischen Bürgerschaft.

## Biografie
Ziegler ist Diplom-Kaufmann und u. a. als Geschäftsführender Gesellschafter der Haseco Zöger GmbH und der NordCap GmbH in Bremen tätig.
Er wurde Mitglied der FDP und galt als Vertreter wirtschaftspolitischer Interessen. Von 1987 bis 1995 war er Mitglied der 12. und 13. Bremischen Bürgerschaft sowie Mitglied verschiedener Deputationen, u. a. für Wirtschaft. Er war wirtschaftspolitischer Sprecher der FDP-Fraktion. 1994 sprach er sich erfolglos gegen die Ampelkoalition (SPD, FDP, Grüne) des Senats Wedemeier aus.

### Weitere Mitgliedschaften
- Mitglied der traditionellen Wett-Zeremonie Bremer Eiswette und zeitweise in den 2000er Jahren Schatzmeister des Vereins
- Mitglied im AGA Norddeutscher Unternehmensverband Großhandel, Außenhandel, Dienstleistung; zeitweise Vorsitzender der AGA-Landesgruppe Bremen
- Präsidiumsmitglied des Bundesverbandes des Deutschen Groß- und Außenhandels (BGA)[3]
- Vorsitzender des Vorstandes der Wilhelm Wagenfeld Stiftung
- Sprecher des Förderkreises der Deutschen Kammerphilharmonie Bremen
- Stellvertretender Vorsitzender des Aufsichtsrates der Sparkasse Bremen